# Иларион (Кайгородцев)
Епископ Иларион (в миру Ян Викторович Кайгородцев; 16 июля 1971, Новосибирск) — епископ Русской православной церкви, епископ Кинешемский и Палехский.

## Биография
Проживал в Боровском районе Калужской области, где окончил среднюю школу.
Работал в Москве в обществе «Радонеж». Был алтарником в храмах Ивановской епархии.
9 апреля 1993 года архиепископом Ивановским и Кинешемским Амвросием (Щуровым) пострижен в монашество в храме Воскресения Словущего села Толпыгино Приволжского района Ивановской области. 27 июня 1993 года им же в Преображенском кафедральном соборе города Иваново рукоположён в сан иерея.
14 июля 1993 года назначен вторым священником в Свято-Успенский приход посёлка Лух Лухского района Ивановской области.
11 января 1994 года назначен на должность настоятеля Свято-Скорбященского храма посёлка Сокольское Ивановской области. С 1994 года являлся благочинным Сокольского района, который в том же году отошёл к Нижегородской области.
13 сентября 1994 года назначен настоятелем прихода Рождества Христова села Сосновец Родниковского района Ивановской области.
Указом от 26 января 1996 года назначен третьим священником в Успенско-Казанский храм села Кузнецово Шуйского района Ивановской области. В 1998 году Успенский приход был реорганизован в монашескую общину.
Ко дню Святой Пасхи 1998 года награждён наперсным крестом.
Ко дню Святой Пасхи 2003 года возведён в сан игумена.
11 января 2006 года назначен настоятелем Успенско-Казанского мужского монастыря села Кузнецово Шуйского района Ивановской области.
1 декабря 2007 года назначен настоятелем прихода Успенской Золотниковской пустыни села Золотниковская пустынь Тейковского района Ивановской области — на место монашеского пострига святителя Митрофана Воронежского.
Ко дню Святой Пасхи 2009 года награждён палицей.
В 2009 году окончил Иваново-Вознесенскую духовную семинарию по сектору заочного обучения.
С 2009 года по 2023 года является преподавателем практического руководства для пастырей в Свято-Алексиевской Иваново-Вознесенской православной духовной семинарии.
В 2011 году по сектору заочного обучения окончил Киевскую духовную академию.
20 апреля 2012 года указом епископа Иваново-Вознесенского и Кинешемского Иосифа № 106 назначен заместителем председателя Епархиальной дисциплинарной комиссии.
7 июня 2012 года решением Священного синода Русской православной церкви избран епископом Кинешемским и Палехским.
10 июня 2012 года в Преображенском кафедральном соборе города Иваново епископом Иваново-Вознесенским и Вичугским Иосифом (Македоновым) возведён в сан архимандрита.
15 июня 2012 года в тронном зале кафедрального соборного храма Христа Спасителя наречён во епископа. Чин наречения архимандрита Илариона возглавил патриарх Московский и всея Руси Кирилл в сослужении митрополита Крутицкого и Коломенского Ювеналия (Пояркова), управляющего делами Московской патриархии митрополита Саранского и Мордовского Варсонофия (Судакова), архиепископа Истринского Арсения (Епифанова), епископа Иваново-Вознесенского и Вичугского Иосифа, епископа Солнечногорского Сергия (Чашина) и епископа Отрадненского и Похвистневского Никифора (Хотеева). 8 июля 2012 года в храме Христа Спасителя патриарх Кирилл в сослужении митрополита Саранского и Мордовского Варсонофия, епископа Иваново-Вознесенского и Вичугского Иосифа, епископа Сиэтлийского Феодосия, епископа Смоленского и Вяземского Пантелеимона, епископа Шуйского и Тейковского Никона совершил хиротонию архимандрита Илариона во епископа Кинешемского и Палехского. 13 июля 2012 года епископ Иларион прибыл к месту служения.
Решением Священного синода от 4 октября 2012 года утверждён в должности настоятеля (священноархимандрита) Николо-Тихонова мужского монастыря села Тимирязева Ивановской области.

## Награды
- Орден преподобного Серафима Саровского III степени (2021)[8]